# Касансайський район
Касансайський район (колишній Кассан-Сайський район; узб. Косонсой тумани, Kosonsoy tumani) — район у Наманганській області Узбекистану. Розташований на півночі області. Утворений 26 вересня 1926 року. Центр — місто Касансай.